# Trieenia elsiae
Trieenia elsiae är en flenörtsväxtart som beskrevs av O.M. Hilliard. Trieenia elsiae ingår i släktet Trieenia och familjen flenörtsväxter. Inga underarter finns listade i Catalogue of Life.